# Platón Sánchez
Platón Sánchez är en ort i Mexiko.   Den ligger i kommunen Platón Sánchez och delstaten Veracruz, i den sydöstra delen av landet, 220 km norr om huvudstaden Mexico City. Platón Sánchez ligger 70 meter över havet och antalet invånare är 10 169.
Terrängen runt Platón Sánchez är varierad. Runt Platón Sánchez är det ganska tätbefolkat, med 108 invånare per kvadratkilometer. Närmaste större samhälle är Huejutla de Reyes, 15,4 km söder om Platón Sánchez. Trakten runt Platón Sánchez består till största delen av jordbruksmark.